# Tianjin Modern City
El Tianjin Modern City es un rascacielos ubicado en la ciudad de Tianjin, República Popular China. Fue propuesto en 2010, y su construcción del edificio comenzó oficialmente en 2011. En 2015 se terminó la estructura del rascacielos, y su inauguración está prevista para finales de dicho año. Con una altura de 338 metros es el rascacielos más alto de la ciudad, superando el Tianjin World Financial Center.